# Elaeocyma empyrosia
Elaeocyma empyrosia är en snäckart som först beskrevs av Dall 1899.  Elaeocyma empyrosia ingår i släktet Elaeocyma och familjen Drilliidae. Inga underarter finns listade i Catalogue of Life.